# Chuck Missler
Chuck Missler właściwie Charles W. Missler ps. „Chuck” (ur. 28 maja 1934, zm. 1 maja 2018) – amerykański pisarz, mówca, inżynier i przedsiębiorca. Ewangelikalny chrześcijanin nauczający o Biblii. Znawca proroctw biblijnych. Założyciel Koinonia House w Coeur d’Alene w stanie Idaho.

## Życiorys

### Kariera biznesowa
W 1956 ukończył United States Naval Academy (pol. Akademia Marynarki Wojennej Stanów Zjednoczonych). Przez kilka lat pracował w przemyśle kosmicznym i komputerowym. W 1963 został pracownikiem firmy Ford Motor Company. W czerwcu 1977 otrzymał stanowisko prezesa i dyrektora naczelnego w Western Digital i stał się największym akcjonariuszem tej spółki. W 1983 został prezesem oraz dyrektorem naczelnym w firmie technologicznej Helionetics. W 1984 porzucił pracę, aby „wykorzystać inne możliwości w dziedzinie wysokich technologii”. W 1989 stał na czele Phoenix Group International z branży high-tech, która zajmowała się sprzedażą komputerów do radzieckich szkół. W 1990 firma ogłosiła upadłość, ponieważ interesy nie rozwijały się zgodnie z oczekiwaniami.

### Działalność ewangelizacyjna
Po nauczaniu przez wiele lat w megakościele Calvary Chapel Costa Mesa, w 1992 przeprowadził się do Coeur d’Alene w stanie Idaho i założył Koinonia House. Poprzez tę organizację dystrybuuje biuletyn, nagrania, audycje radiowe i przemówienia z konferencji. Był zaangażowany w wysiłki zmierzające do wykorzystania komputerów do rozszyfrowania, tego co uważa za zakodowane wiadomości w Biblii.

## Książki
- Learn the Bible in 24 Hours Nelson Books, 2002 ISBN 0-7852-6429-9.
- Behold a White Horse: The Coming World Leader. Koinonia House 2015 ISBN 1-57821-630-3.
- Prophecy 20/20: Profiling the Future Through the Lens of Scripture Thomas Nelson, 2006 ISBN 0-7852-1889-0.
- Alien Encounters: The Secret Behind the UFO Phenomenon. Koinonia House. 2003. ISBN 1-57821-205-7.
- Eastman, Mark & Missler, Chuck (1995). The Creator: Beyond Time & Space. Word For Today. ISBN 0-936728-61-2.
- Cosmic Codes: Hidden Messages From the Edge of Eternity. Koinonia House. 2004. ISBN 1-57821-255-3.
- Hidden Treasures in the Biblical Text. Koinonia House. 2000. ISBN 1-57821-127-1.
- Missler, Chuck; Nancy Missler (2012). The Kingdom, Power, & Glory: The Overcomer’s Handbook. The King’s High Way Ministries. ISBN 978-0979513640.
- Missler, Chuck; Nancy Missler (2004). Why Should I Be the First to Change?: The Key to a Loving Marriage. Koinonia House. ISBN 978-0975359310.